# Paço de Raxoi
O  Paço de Raxoi (em galego: Pazo de Raxoi; em castelhano: Palacio de Rajoy) está situado na Praça do Obradoiro, em Santiago de Compostela, capital da Galiza (Espanha). É a actual sede do governo municipal da cidade e também da Junta da Galiza.
O edifício é de estilo neoclássico, tendo sido a sua construção encomendada pelo arcebispo de Santiago, Bartolomeu de Raxoi e Lousada, no ano de 1766 com a finalidade de servir como seminário para confessores. O arquitecto francês Carlos Lemaur foi o responsável pela obra. No seu portal pode observar-se uma representação da batalha de Clavijo e uma escultura do Apóstolo Santiago Maior.

## Situação
Está localizado na parte ocidental da Praça do Obradoiro, frente à fachada principal da catedral de Santiago. À sua direita fica o Colégio de São Xerome, que atualmente serve como sede do Reitoria da Universidade de Santiago de Compostela; à esquerda do paço ergue-se o Hostal dos Reis Católicos, o antigo Hospital Real dos Reis Católicos.

## História
O local sobre o qual se ergue o Paço de Raxoi fora ocupado anteriormente pelos cárceres da cidade, o civil e o eclesiástico; uma parte fora no passado um trecho da muralha, que defendia a urbe pela parte de poente. A dupla propriedade sobre o prédio originou discordâncias entre o Bispado e o Concelho. Este apresentou um projeto em 1764, da autoria de Lucas Ferro Caaveiro, visando localizar a Casa do Concelho entre ambos os cárceres. Pelo seu lado, o arcebispo Bartolomé de Rajoy, tinha em mente colocar aí o seminário denominado de confessores e a residência para as crianças do coro da catedral, para o que era apresentado um projeto diferente, encarregado a Andrés García de Quiñones. 

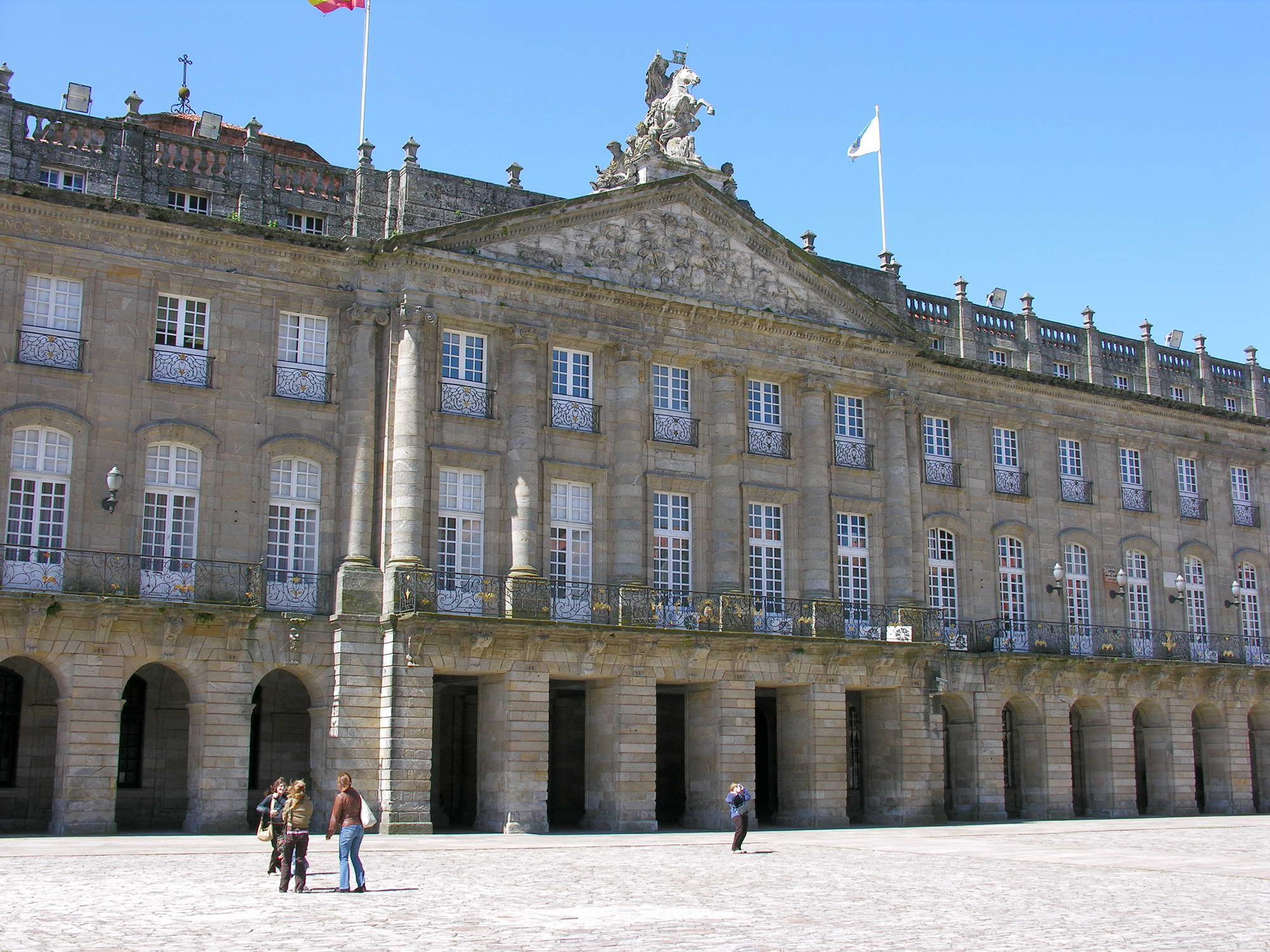
Fachada principal do Paço de Raxoi

Além da controvérsia entre os co-proprietários, surgiu uma terceira parte interessada, o Hospital Real, alegando que afetava negativamente à sua propriedade. O litígio conseguinte levou a intervenção da Capitania General da Galiza e da Real Câmara, resolvendo, finalmente, de jeito salomônico, a 13 de maio de 1767, que o futuro edifício albergasse o Consistório compostelano, o Seminário de Confessores e os cárceres, consoante ao projeto do engenheiro Carlos Lemaur, segundo fora proposto pela dita Capitania General.
De acordo com a anterior resolução, o edifício foi construído segundo as traças de Lemaur, sendo dirigidas as obras por Frei Manuel de los Mártires, e como executores reais os mestres Juan López Freire e Alberte Ricoy. Segundo a inscrição que figura no friso do paço, as obras estenderam-se entre 1766 e 1772.
O paço contribuiu para engrandecer a Praça do Obradoiro, que carecia de um edifício digno nesse lado, máxime quando havia poucos anos desde o acabamento da nova fachada ocidental da sé compostelana.

## Descrição

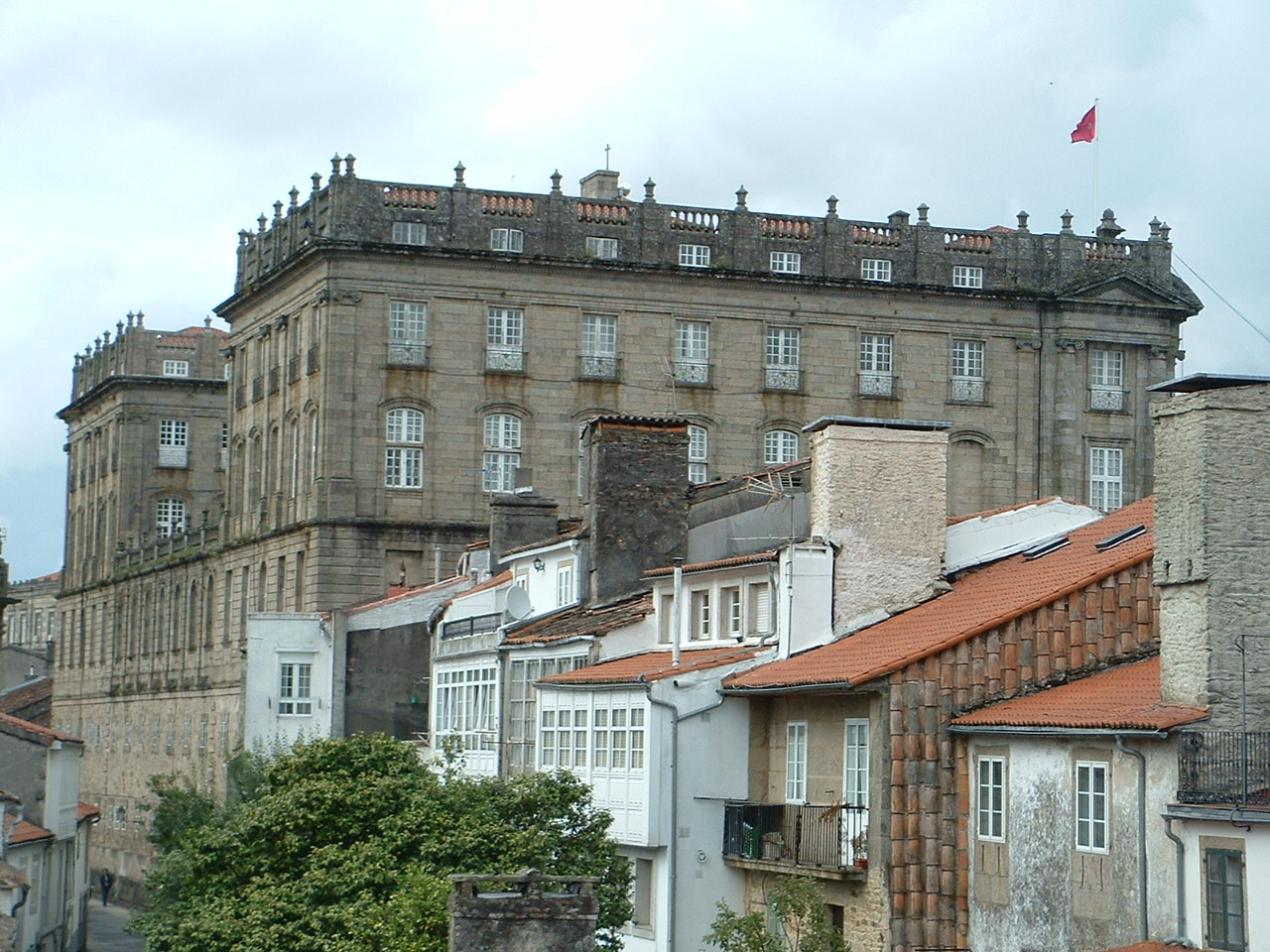
Fachada posterior do palácio

O edifício corresponde-se com um tipo palaciano francês desenvolvido por François Mansart, em último extremo padronizado sobre modelos italianos: longa loggia porticada, com perpianhos sobre o que se alçam os correspondentes corpos, e abraçados por uma ordem colossal. Sobre um plano retangular, predomina a horizontalidade, com os cerca de 90 m de comprimento da fachada, apenas rota pelas acróteras e frontões do coroamento, que contrasta com a verticalidade da fachada da catedral. No corpo inferior destacam-se os pórticos com vinte arcarias de arco de volta perfeita nos lados e cinco adinteladas no centro. Sobre desta loggia desenvolvem-se dois corpos superiores, ambos abrangidos por colunas encostadas de ordem gigante jônica, que começam sobre pedestal apoiado no remate do pórtico. Entre essas colunas colossais abrem-se cinquenta vãos, portas pelas quais se acede à varanda corrida que percorre toda a fachada no primeiro andar, e a uma varanda no segundo. Estes vãos asseguram a luminosidade das estâncias internas.

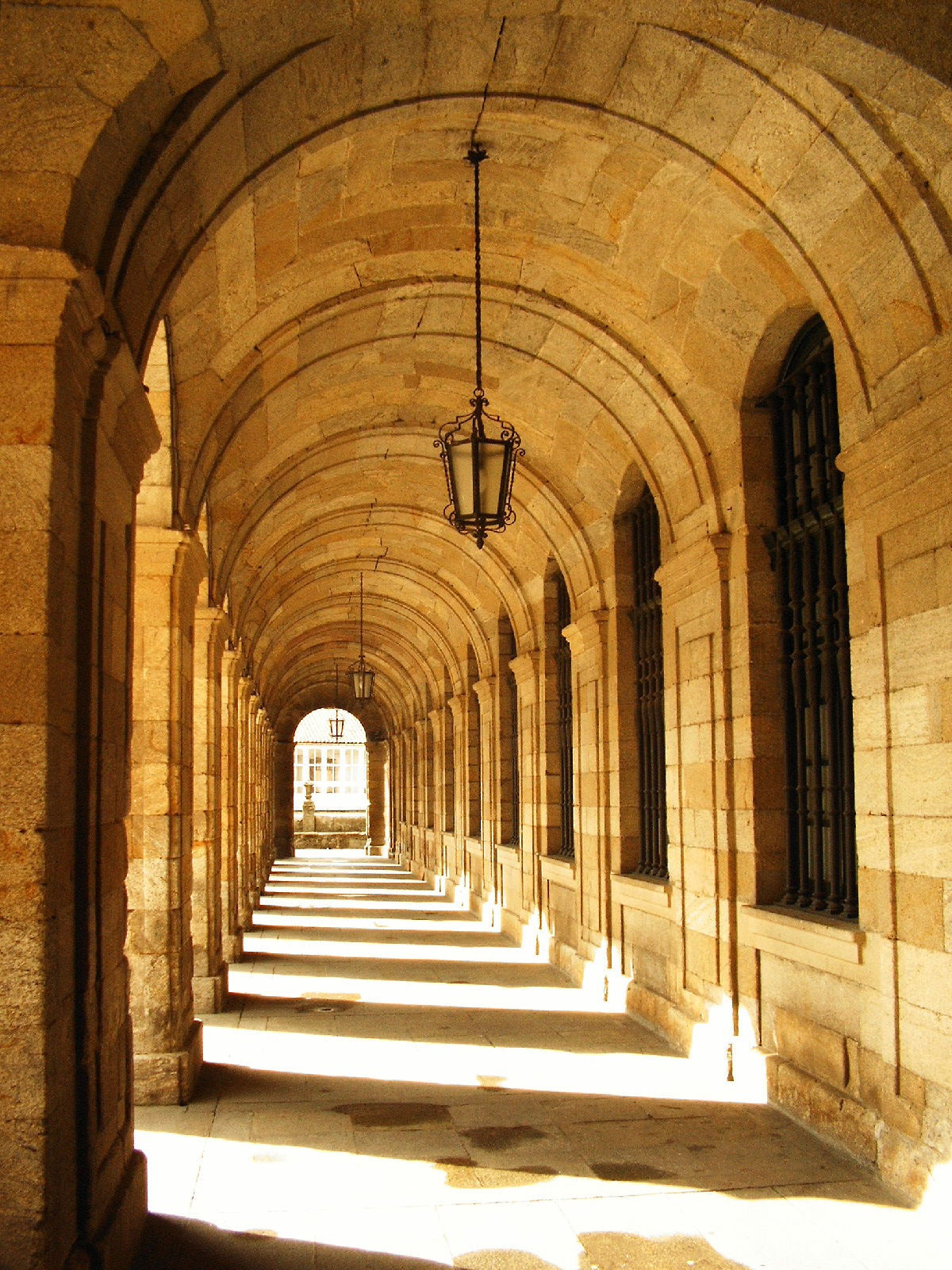
Abóbada de canhão

Coroa a construção uma cobertura adornada de balaustrada. Nos laterais estão colocados frontões curvos, e no meio um frontão triangular, sustentado por colunata pareada. Deste jeito se realça essa parte central, que avança ligeiramente para a praça, que chama a atenção, pois nela se situa a entrada principal. Enquanto nos frontões laterais se colocaram os seus respectivos escudos de Raxoi, no central situa-se um tímpano que desenvolve, em relevo, a batalha de Clavijo, na qual segundo a lenda interveio o mesmo Santiago Apóstolo, epônimo da cidade, em auxílio dos cristãos. Foi desenhado pelo pintor galego Gregório Ferro, e executado, em mármore, pelos escultores Xosé Gambino e Xosé Ferreiro, ambos também galegos. Este último foi ademais o autor do Santiago equestre que termina a cimeira do frontão.
A parte posterior da edificação é diferente, pois tanto o abrupto corte de terreno quanto a proximidade da igreja de São Frutuoso impunha soluções diferentes. O corpo inferior, até a altura da Praça do Obradoiro, foi destinado a albergar os cárceres. Colocou-se um amplo pátio central, e foram projetados dois corpos laterais prismáticos, seguindo as pautas da fachada, mas com total ausência de elementos que rompessem a estereotomia da obra, a não ser os vãos e a balaustrada superior.

## Influências

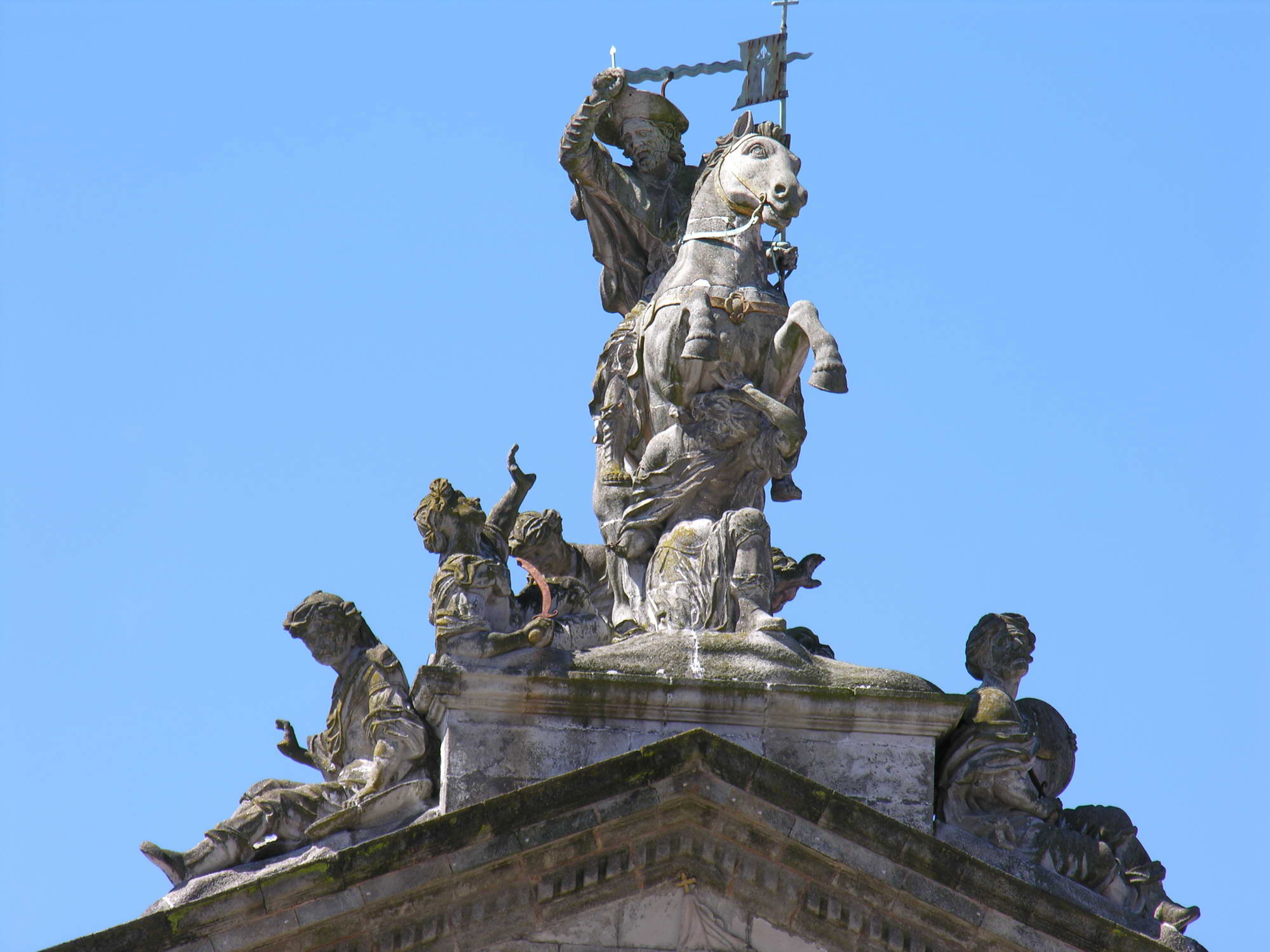
Santiago Matamouros, de Xosé Ferreiro, na cima do frontão central do Paço de Raxoi

O francês J. Sermet foi o primeiro em assinalar, em 1950, que o paço de Raxoi, podia estar inspirado no Capitole de Toulouse (1750-1760), obra de Cammás, e, mais tarde, o historiador da arte, o ferrolano Alfredo Vigo Trasancos, assinalou outras edificações similares erguidas na França por essa mesma época, como a Mairie (Casa municipal) de Nancy, da autoria de M. Heré.

## Usos
Desde a sua fundação foi casa consistorial e albergue dos confessores que administravam penitência aos peregrinos, e cárcere municipal (nos baixos da parte posterior). Até bem entrado o século XX seguiu a servir como residência de cônegos. Desde a transição democrática alberga a Presidência da Junta da Galiza.

## Outros
O escritor Manuel Rivas em O lápis do carpinteiro evoca a estadia dos retaliados, após o golpe de estado de 1936, no cárcere do Paço de Raxoi.